# Mercury Medalist
La Medalist è un'autovettura full-size prodotta dalla Mercury dal 1955 al 1956.
Venne offerta in versione berlina quattro porte e coupé due porte. Era possibile ordinarla con o senza montante centrale, ovvero in versione convenzionale o hard-top. La Medalist aveva installato un motore V8 da 5,1 L di cilindrata ed era provvista di un cambio manuale o automatico.